# Мельников, Александр Георгиевич
Александр Георгиевич Мельников (19 ноября 1903 — 19 апреля 1971) — советский военный лётчик и военачальник, генерал-майор авиации (5.11.1944).

## Биография
Родился в 1903 году в Златоусте (Уфимская губерния). Окончил Тверскую военную кавалерийскую школу, Вольскую ВАШЛиТ и Чкаловскую ВАШЛ в 1931 году.
Член КПСС с 1924 года.
С 1923 года — на военной службе, общественной и политической работе. В 1923—1955 гг. — лётчик, на командных должностях в армейской авиации.
Участник советско-финской войны 1939—1940 гг. В должности помощника командира 3-го БАП совершил 17 боевых вылетов.
Участник Великой Отечественной войны, на фронте с 22.06.1941. Командир 96-го бомбардировочного авиационного полка (ДБАП). С октября 1941 — командир 7-го авиаполка(ЗАП) АДД, с июля 1942 — командир 27-й авиабригады (ЗАБр) АДД.
На стратегической трассе «АлСиб»: с 28.08.1942-командир 2-го перегоночного авиаполка (ПАП), с 10.1943 зам. командира 1 ПАД (1-й Дальней перегоночной авиационной дивизии), с 05.1944 по 12.1945 командир 1-й ПАД Красноярского воздушного пути. Перегонял американские военные самолёты, поставлявшиеся в СССР из США через Аляску.
Участник Советско-японской войны 1945 года. С 1945 по 1947 год — командир 55-й бомбардировочной авиационной дивизии.
Обучался в Военной Академии Генерального штаба (1947—1949). Затем зам. командира III-го гвардейского БАК (до 1951г). Позже служил на командных должностях в дивизиях ВВС СССР. С 04.1954 — командовал 60-м авиационным училищем лётчиков дальней авиации.. Награждён несколькими орденами и медалями.
Умер 19 апреля 1971 года.